# Herznach
Herznach is een plaats en voormalige gemeente en plaats in het Zwitserse kanton Aargau en maakt deel uit van het district Laufenburg.
Herznach telt 1.400 inwoners.

## Externe link

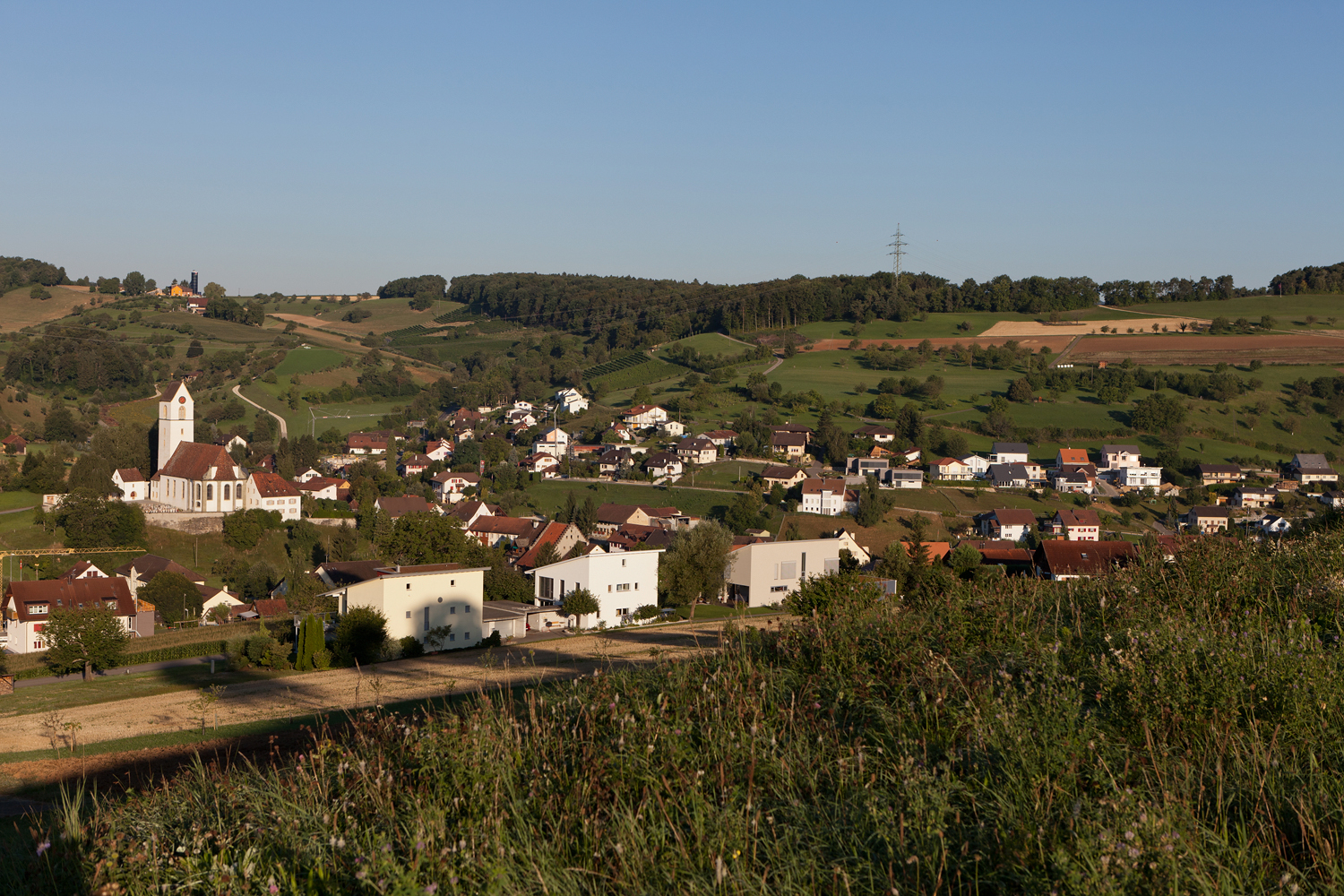
Herznach